# Col Cahuenga
Le col Cahuenga (Cahuenga Pass en anglais) est un col de montagne de 227 mètres d'altitude situé dans les monts Santa Monica, dans le quartier d'Hollywood à Los Angeles, en Californie. Il tient son nom de Cahuenga, un ancien village du peuple amérindien des Tongvas.

## Géographie
Ce col est le moins élevé des monts Santa Monica. Situé dans sa partie la plus orientale, il relie le bassin de Los Angeles à la vallée de San Fernando par les axes U.S. Route 101 (Hollywood Freeway) et Cahuenga Boulevard.

## Histoire
Le site a vu se dérouler la bataille du col Cahuenga (en) en 1831 opposant des colons à la garde du gouverneur mexicain (deux morts) et la bataille de Providencia (en), en 1845. Ces deux confrontations ont eu lieu sur le versant nord donnant sur la vallée de San Fernando, près de l'actuel quartier de Studio City. Des boulets de canon de cette époque sont encore parfois découverts de nos jours lors de travaux d'excavation.
Un panneau signalise l'endroit sous le nom espagnol de Paseo de Cahuenga, marquant ainsi l'importance historique du lieu, à hauteur du Camino Real sur la section de Cahuenga Boulevard.